# Бривил
Бривил (фр. Bruville) насеље је и општина у североисточној Француској у региону Лорена, у департману Мерт и Мозел која припада префектури Брије.
По подацима из 2011. године у општини је живело 229 становника, а густина насељености је износила 21,18 становника/km². Општина се простире на површини од 10,81 km². Налази се на средњој надморској висини од 220 метара (максималној 301 m, а минималној 205 m).

## Демографија
| 1962. | 1968. | 1975. | 1982. | 1990. | 1999. | 2011. |
| ----- | ----- | ----- | ----- | ----- | ----- | ----- |
| 185   | 205   | 148   | 165   | 166   | 186   | 229   |

График промене броја становника у току последњих година